# Сепульковые
Сепульковые (лат. Sepulcidae) — ископаемое семейство насекомых из подотряда сидячебрюхие из меловых отложений мезозойской эры.

## Происхождение названия
Слово «Сепульки» имеет отношение к фантастической литературе и упоминается в сатирическом произведении Станислава Лема «Звёздные дневники Ийона Тихого» (Путешествие четырнадцатое). Палеоэнтомолог Александр Павлович Расницын, описавший ископаемых насекомых из юрского местонахождения Каратау (в ряду прочих им были описаны Сепулька удивительная (Sepulca mirabilis) и Сепуление со свистом (точнее, «Сепуления свистящая» Sepulenia syricta) в составе нового семейства Sepulcidae), отослал экземпляр своей книги Станиславу Лему.

## Распространение
Европа (Великобритания, Германия, Испания), Средняя Азия (Каратау, Кыргызстан), Забайкалье (Россия), Монголия, Китай, Индия, Бразилия.

## Классификация
14 родов и около 35 видов объединяются в 4 подсемейства: Ghilarellinae (2 рода и 3 вида), Parapamphiliinae (5, 9), Sepulcinae (2, 3), Trematothoracinae (2, 11), Xyelulinae (3, 9). Сепульки отнесены к надсемейству Cephoidea на основании синапоморфий с современными Cephidae (стеблевыми пилильщиками) по умеренно и равномерно узкому костальному полю (иногда вторично сильно суженному в основании) и с SC, слитой с R (иногда кроме основания) и лишенной конечной ветви, пересекающей костальное поле. Сепульки лишены характерных апоморфий стеблевых пилильщиков и вероятно были их предками (Расницын, 1993).
- †Ghilarella Rasnitsyn, 1988
  - †Ghilarella mercurialis Rasnitsyn, 1988 (Dzun — Bain Formation, нижний мел, Монголия)
  - †Ghilarella nivalis Rasnitsyn, 1993b (Amka Formation, верхний мел, Россия)
  - †Ghilarella alexialis Kopylov and Rasnitsyn, 2017b (Dzun — Bain Formation, нижний мел, Монголия)
  - †Ghilarella masculina Kopylov and Rasnitsyn, 2017b (Zaza Formation, нижний мел, Россия)
- †Meiaghilarella
  - †Meiaghilarella cretacica Rasnitsyn and Martínez — Delclòs, 2000 (la Pedrera de Rubies Formation, нижний мел, Испания)
- †Micramphilius
  - Micramphilius minutus Rasnitsyn, 1993
- †Onokhoius
  - Onokhoius aculeatus Rasnitsyn, 1993
- †Parapamphilius
  - Parapamphilius confusus Rasnitsyn, 1968
  - Pamparaphilius mongolensis Rasnitsyn, 1993
- †Prosyntexis Sharkey
  - Prosyntexis gouleti Sharkey in Darling & Sharkey (1990)
  - Prosyntexis legitima Martins-Neto et al., 2007 (Бразилия)
  - Prosyntexis montsecensis Rasnitsyn & Ansorge, 2000 (Испания)
- †Sepulca Rasnitsyn, 1968
  - Sepulca mirabilis A.Rasnitsyn, 1968 (Каратау)
  - Sepulca mongolica A.Rasnitsyn, 1993
- †Sepulenia Rasnitsyn, 1968
  - Sepulenia syricta Rasnitsyn, 1968
- †Thoracotrema Rasnitsyn, 1988 (=Trematothoracoides Zhang et al., 2001)
- †Trematothorax Rasnitsyn, 1988 (в 1998 сведен в синонимы к Prosyntexis)
  - Trematothorax gobiensis Rasnitsyn, 1993 (Монголия)
  - Trematothorax okhotensis Rasnitsyn, 1993 (Сибирь)
- †Xyelula Rasnitsyn, 1969
  - Xyelula alexandri Rasnitsyn, 2008
  - Xyelula benderi Rasnitsyn et al., 2003
  - Xyelula hybrida Rasnitsyn, 1969

- Дополнения (2017): Pamparaphilius khasurtensis sp. nov., Micramphilius mirabilipennis sp. nov., Onokhoius venustus sp. nov.[1], Ghilarella alexialis sp. nov., G. masculina sp. nov., Trematothorax zhangi sp. nov., T. brachyurus sp. nov., T. extravenosus sp. nov.[2]